# Zamek Herten
Zamek Herten (niem. Schloss Herten) – zabytkowy zamek na wodzie w Herten (Nadrenia Północna-Westfalia).
Pierwsza wzmianka o zamku pochodzi z dokumentu z 1376. W 1687 ogromny pożar spalił część skrzydła północnego i zachodniego. Odbudowa obiektu dokonana przez barona Franza von Nesselrode (1635–1707) trwała do 1702. Johanna Petronella von Nesselrode (1670–1698), córka Franza wyszła za mąż za Damiana Hugona von Virmonda (1666–1722).

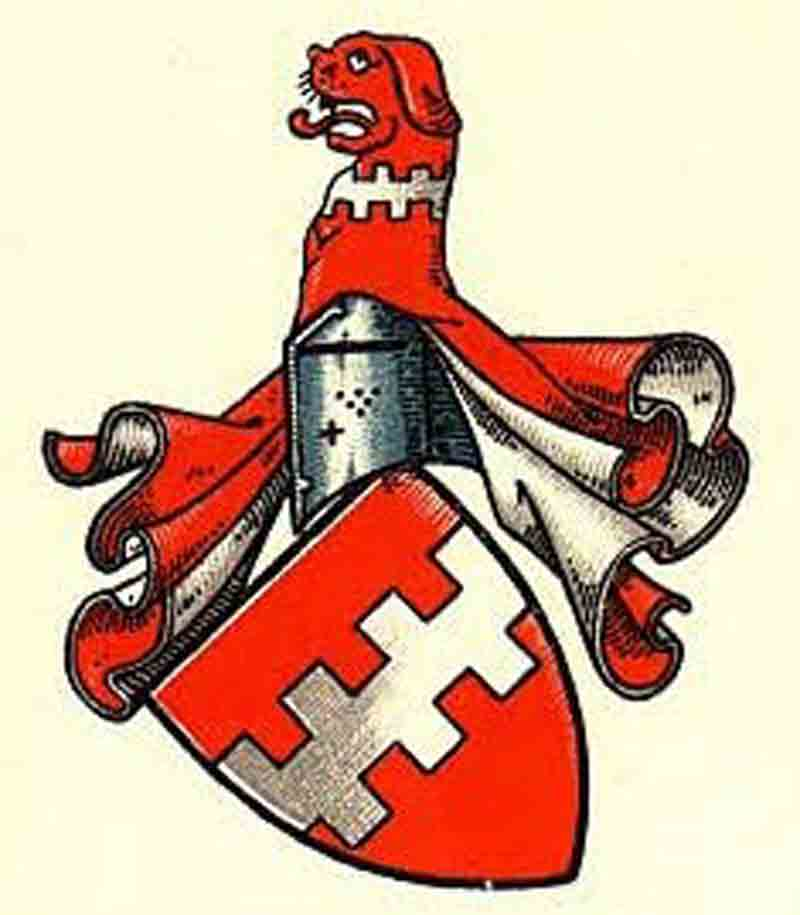
Herb von Nesselrode
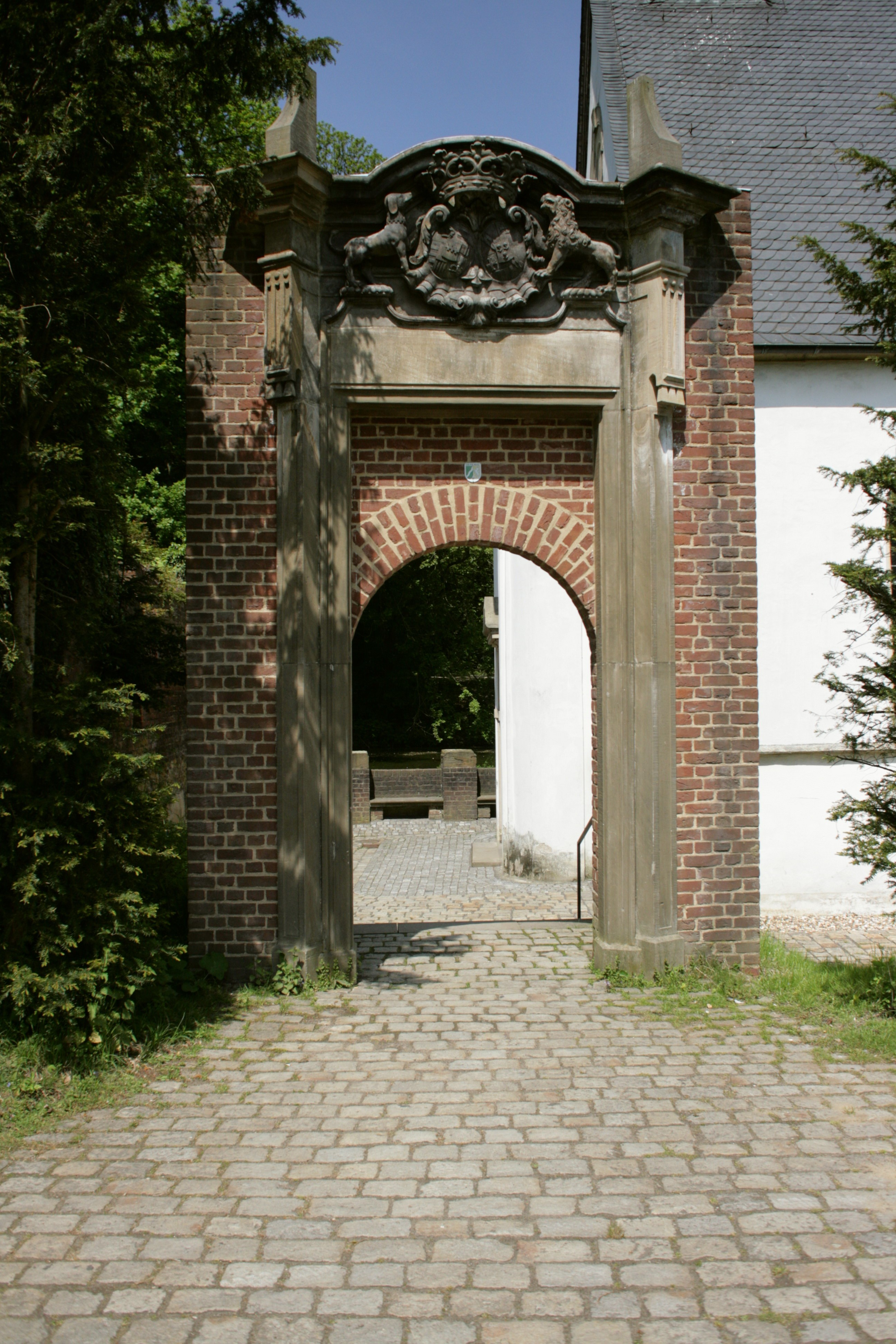
Brama z herbami
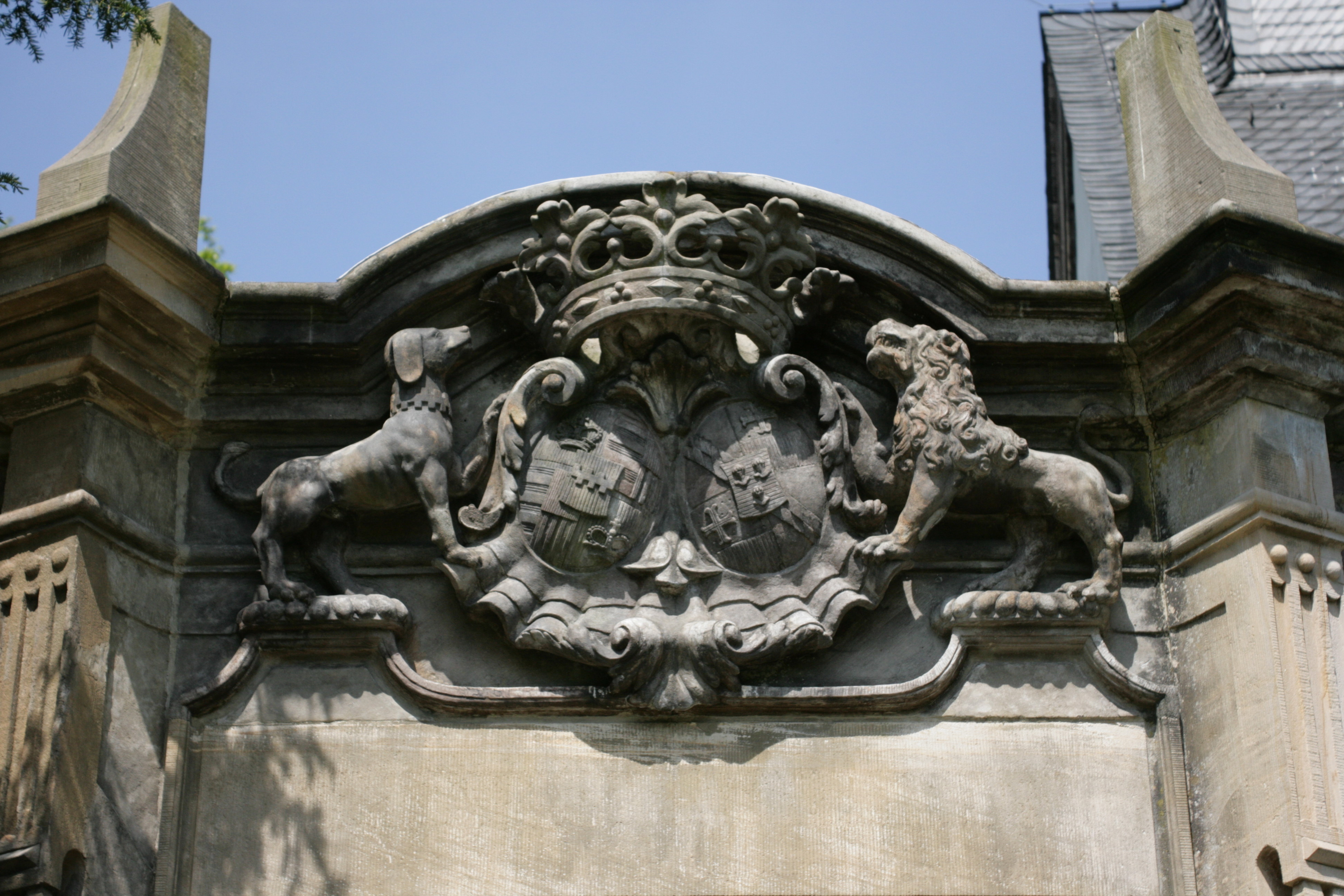
Herby Nesselrode i Virmond
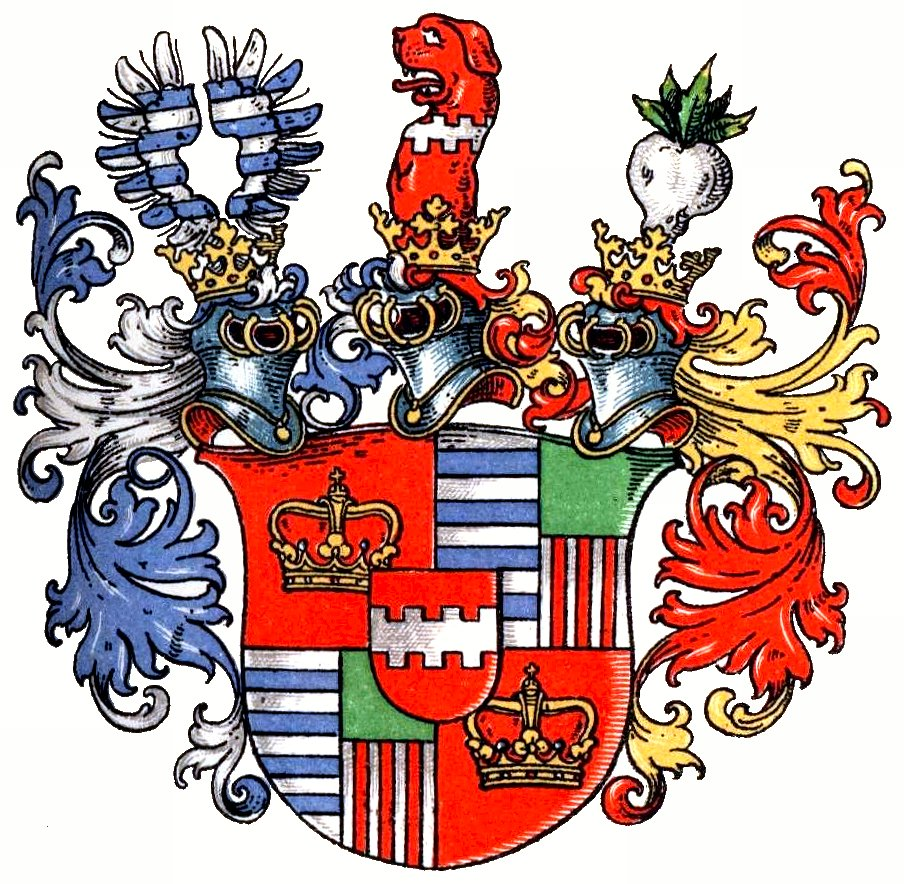
Herb Johanny von Nesselrode
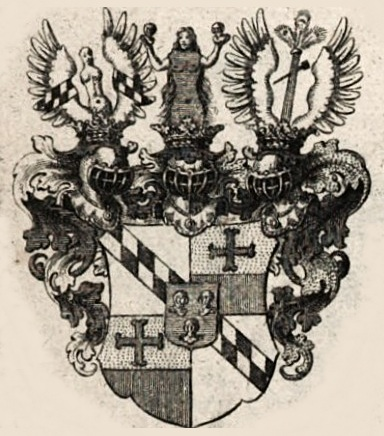
Herb Damiana von Virmonda